# Venni Vetti Vecci
Albums de Ja Rule
Rule 3:36
(2000)
Singles
1. Holla Holla
Sortie : 2 mars 1999

Venni Vetti Vecci est le premier album studio de Ja Rule, sorti le 1er juin 1999.
L'album s'est classé 1er au Top R&B/Hip-Hop Albums, 3e au Billboard 200 et 37e au Heatseekers et a été certifié disque de platine par la Recording Industry Association of America (RIAA) le 12 juillet 1999.

## Liste des titres
| No  | Titre                                                                                        | Contient un (des) sample(s) de              | Durée |
| --- | -------------------------------------------------------------------------------------------- | ------------------------------------------- | ----- |
| 1.  | The March Prelude (Produit par Irv Gotti)                                                    |                                             | 1:19  |
| 2.  | We Here Now (Produit par Irv Gotti et Lil' Rob)                                              |                                             | 3:25  |
| 3.  | World's Most Dangerous (featuring Nemesis – Produit par Irv Gotti, Lil' Rob et Tyrone Fyffe) | I'll Live My Love for You de Millie Jackson | 5:07  |
| 4.  | Let's Ride (Produit par Irv Gotti et Lil' Rob)                                               |                                             | 4:22  |
| 5.  | Holla Holla (Produit par Irv Gotti et Tai)                                                   |                                             | 4:24  |
| 6.  | Kill 'Em All (featuring Jay-Z – Produit par Self)                                            |                                             | 4:17  |
| 7.  | I Hate Nigguz (Skit)                                                                         |                                             | 1:06  |
| 8.  | Nigguz Theme (Produit par Irv Gotti et Lil' Rob)                                             | Niggaz 4 Life des N.W.A                     | 4:09  |
| 9.  | Suicide Freestyle (featuring Case – Produit par Irv Gotti)                                   | Suicide de R. Kelly                         | 2:16  |
| 10. | Story to Tell (Produit par Irv Gotti et Lil' Rob)                                            | UFO d'ESG                                   | 4:05  |
| 11. | Chris Black (Skit)                                                                           |                                             | 1:40  |
| 12. | Count on Your Nigga (Produit par Irv Gotti et Lil' Rob)                                      |                                             | 4:35  |
| 13. | It's Murda (featuring DMX et Jay-Z – Produit par Tyrone Fyffe)                               | Smiling Faces Sometimes de David Ruffin     | 3:36  |
| 14. | E-Dub (featuring Erick Sermon – Produit par Irv Gotti et Erick Sermon)                       |                                             | 4:14  |
| 15. | 187 Murda Baptiss Church (Skit)                                                              |                                             | 2:48  |
| 16. | Murda 4 Life (featuring Memphis Bleek – Produit par Irv Gotti et Tai)                        |                                             | 4:48  |
| 17. | Daddy's Little Baby (featuring Ronald Isley – Produit par Self)                              | Voyage to Atlantis des Isley Brothers       | 5:20  |
| 18. | Race Against Time (Produit par Irv Gotti & Lil' Rob)                                         |                                             | 4:43  |
| 19. | Only Begotten Son (Produit par Irv Gotti, Lil' Rob et Tyrone Fyffe)                          |                                             | 4:55  |
| 20. | The Murderers (featuring Black Child et Tah Murdah – Produit par Irv Gotti et DL)            |                                             | 5:08  |